# César Tomás Laguía
César Tomás Laguia (Torremocha, 1903-Teruel, 1979), conocido como «Don César», fue un sacerdote católico, escritor e historiador español. 

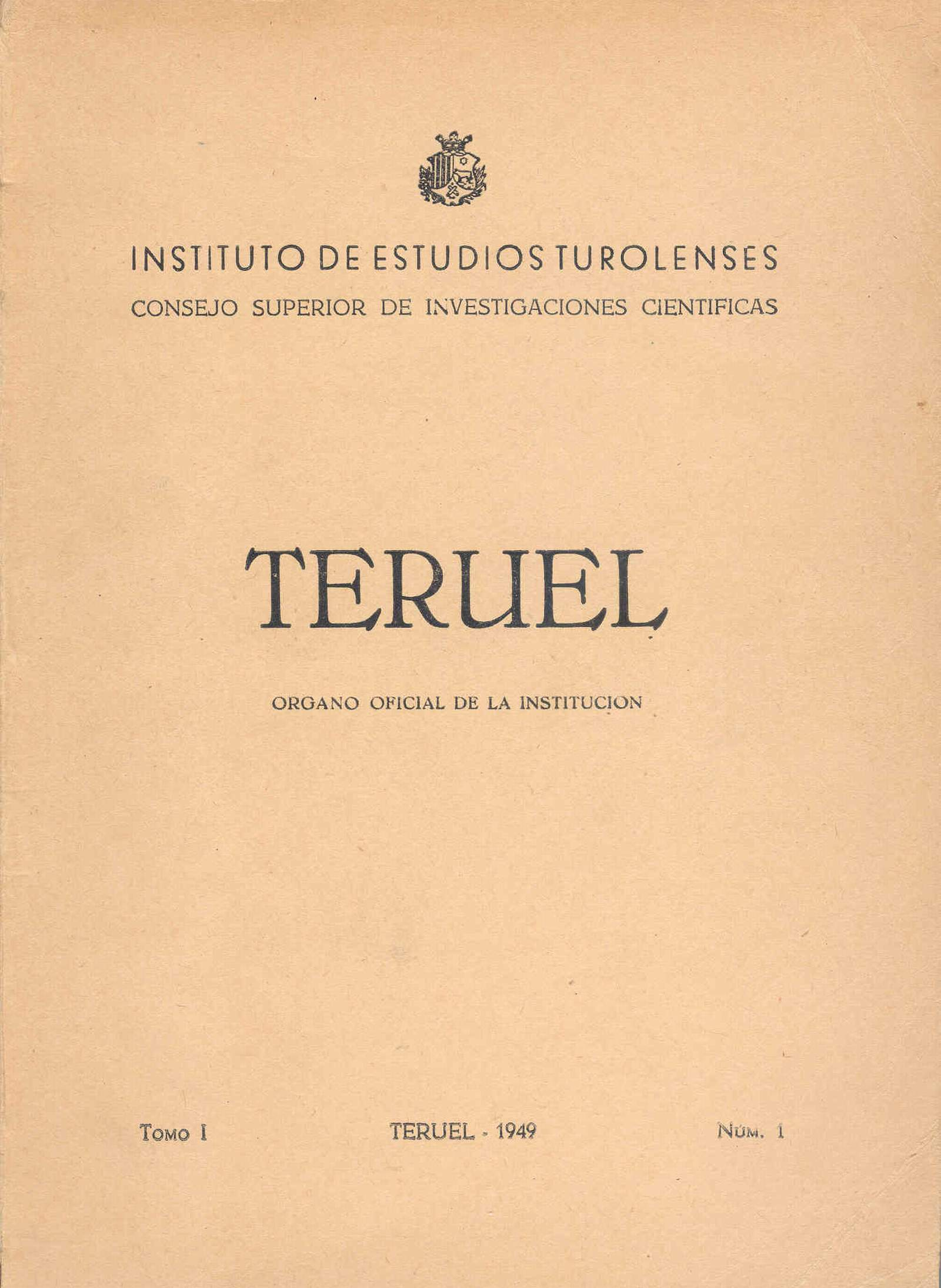
Portada de la revista TERUEL, número 1, año 1949, del Instituto de Estudios Turolenses (CSIC).

## Biografía
Estudió Latín y Humanidades, Filosofía y Teología en el Seminario Conciliar de Teruel, siendo ordenado sacerdote el 4 de octubre de 1925.
Como presbítero, ejerció de ecónomo en distintas parroquias de la diócesis de Teruel (Monteagudo del Castillo y Saldón), ejerciendo después como «Maestro de ceremonias» en la Santa Iglesia Catedral de Teruel.
Canónigo archivero de la catedral de Teruel por oposición, desempeñó también la función de «Archivero Diocesano».
Durante el pontificado del obispo diocesano fray León Villuendas Polo (1885-1968), fue nombrado «vicesecretario de Cámara y Gobierno» del obispado, y «examinador pro-Sinodal» (1947).
Posteriormente, obtuvo por oposición la cátedra de Historia Eclesiástica, Patrología y Liturgia Doctrinal en el Seminario diocesano de Teruel.
En tanto clérigo, fue un «sacerdote de gran espiritualidad, de reconocidas cualidades humanas y de una extraordinaria sensibilidad artística»; su gran pasión intelectual fue la investigación historiográfica, que el emimente archivero llevó a cabo de forma objetiva, rigurosa y metódica.
Gran parte de su trabajo como investigador fue publicado en la  revista «TERUEL», órgano oficial del Instituto de Estudios Turolenses (IET), de la Excma. Diputación Provincial de Teruel, adscrito al Consejo Superior de Investigaciones Científicas (CSIC). Su primera obra publicada en ese medio -«La erección de la Diócesis de Albarracín»- recibió el Premio del IET en el I Certamen de Albarracín (1953). En homenaje a su labor investigadora e historiográfica, la  Revista le dedicó los números 55-56 (1976).

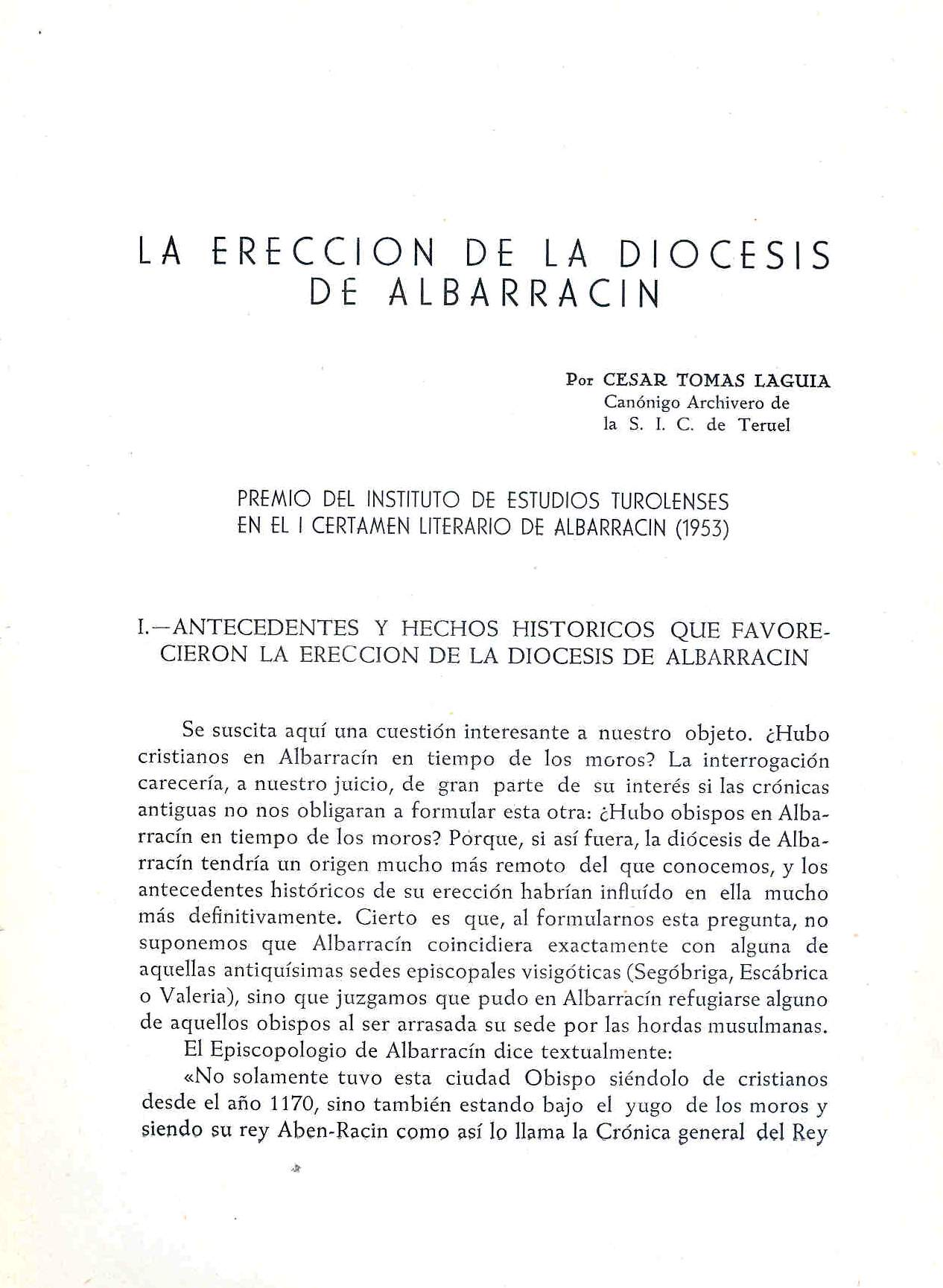
La erección de la diócesis de Albarracín, primera publicación de César Tomás Laguía en la revista TERUEL 10 (1953), 203-230.

## Obra publicada

### Artículos
- «El beato Joaquín Royo», en revista TERUEL 6 (1951), pp. 7-34. ISSN 0210-3524
- «La erección de la Diócesis de Albarracín», en revista TERUEL 10 (1953), pp. 203-230. ISSN 0210-3524
- «Notas para la historiografía de Albarracín», en revista TERUEL 11 (1954), pp. 33-55. ISSN 0210-3524
- «Leyendas y Tradiciones de la Sierra de Albarracín», en revista TERUEL 12 (1954), pp. 123-148. ISSN 0210-3524
- «Las capillas de la catedral de Albarracín», en revista TERUEL 14 (1955), pp. 147-186. ISSN 0210-3524
- «Breves notas sobre el arquitecto Pierres Vedel y familia», en revista TERUEL 20 (1958), pp. 113-119. ISSN 0210-3524
- «La iglesia de Teruel en la guerra de la Independencia», en revista TERUEL 21 (1959), pp. 136-222. ISSN 0210-3524
- «Las capillas de la catedral de Teruel», en revista TERUEL 22 (1959), pp. 5-159. ISSN 0210-3524
- «La geografía urbana de Albarracín», en revista TERUEL 24 (1960), pp. 5-127. ISSN 0210-3524
- «Breves noticias históricas sobre la fundación de la colegiata de Rubielos de Mora», en  revista TERUEL 27 (1962), pp. 149-165. ISSN 0210-3524
- «La casa de la Brigadiera (Albarracín)», en  revista TERUEL 28 (1962), pp. 199-204. ISSN 0210-3524
- «Las iglesias de la diócesis de Albarracín», en revista TERUEL 32 (1964), pp. 5-173. ISSN 0210-3524

- «Origen de la Casa de la Misericordia de la ciudad de Teruel», en  revista TERUEL 34 (1965), pp. 5-122. ISSN 0210-3524
- «Fuentes para la historia de Cella», en revista TERUEL, 38, (1967), pp. 5-130. ISSN 0210-3524
- «Notas para la geografía urbana de la ciudad de Teruel», en revista TERUEL 42 (1969), pp. 71-94. ISSN 0210-3524
- «Índice de los documentos en papel del Archivo de la Catedral de Teruel, correspondientes a los siglo XII, XIII, XIV y XV», en revista Teruel 48 (1972), pp. 16-156. [Este trabajo ha tenido continuidad merced a unos admiradores del autor, que publicaron los documentos correspondientes al siglo XVI (1978), teniendo prevista la publicación del material correspondiente hasta el siglo XX)].
- «Notas y documentos artísticos culturales sobre Teruel Medieval» [en colaboración con Santiago Sebastián López], en revista TERUEL 49-50 (1973), pp. 67-109. ISSN 0210-3524
- «Sellos del archivo de la S.I. Catedral de Albarracín», en revista TERUEL 52 (1974), pp. 41-51. ISSN 0210-3524
- «Fuentes para la historia del Alto Maestrazgo», en revista TERUEL 57-58 (1977), pp. 135-181. ISSN 0210-3524

### Libros
- Catálogo de los pergaminos y documentos insertos en ellos existentes en el Archivo de la S.I. catedral de Teruel (1953), Edita Instituto de Estudios Turolenses (IET), Teruel. ISBN 978-84-00-02342-3
- Catálogo de la sección de pergaminos del Archivo de la S.I. Catedral de Albarracín (1955), Instituto de Estudios Turolenses, Teruel. ISBN 978-84-00-01446-9
- La insigne colegiata de Santa María de Mora de Rubielos (1964). Edita el Consejo Superior de Investigaciones Científicas (CSIC). ISBN 978-84-00-00988-5
- La desmembración de las Iglesias de Albarracín y Segorbe (1965). Instituto de Estudios Turolenses de la Diputación Provincial de Teruel (CSIC), Teruel [Discurso leído por el autor, en el acto de su recepción en la Real Academia de Nobles y Bellas Artes de Zaragoza]. ISBN 978-84-00-00989-2